# Neobisium blothroides
Espèce
Synonymes
- Obisium blothroides Tömösváry, 1882

Neobisium blothroides est une espèce de pseudoscorpions de la famille des Neobisiidae.

## Distribution
Cette espèce se rencontre en Roumanie, en Bulgarie et en Croatie.

## Systématique et taxinomie
Cette espèce a été décrite sous le protonyme Obisium blothroides par Tömösváry en 1882. Elle est placée dans le genre Neobisium par Beier en 1932.

## Publication originale
- Tömösváry, 1882 : A Magyar fauna álskorpiói. Magyar Tudományos Akadémia Matematikai és Természettudományi Közlemények, vol. 18, p. 135-256.